# Situla della Pania

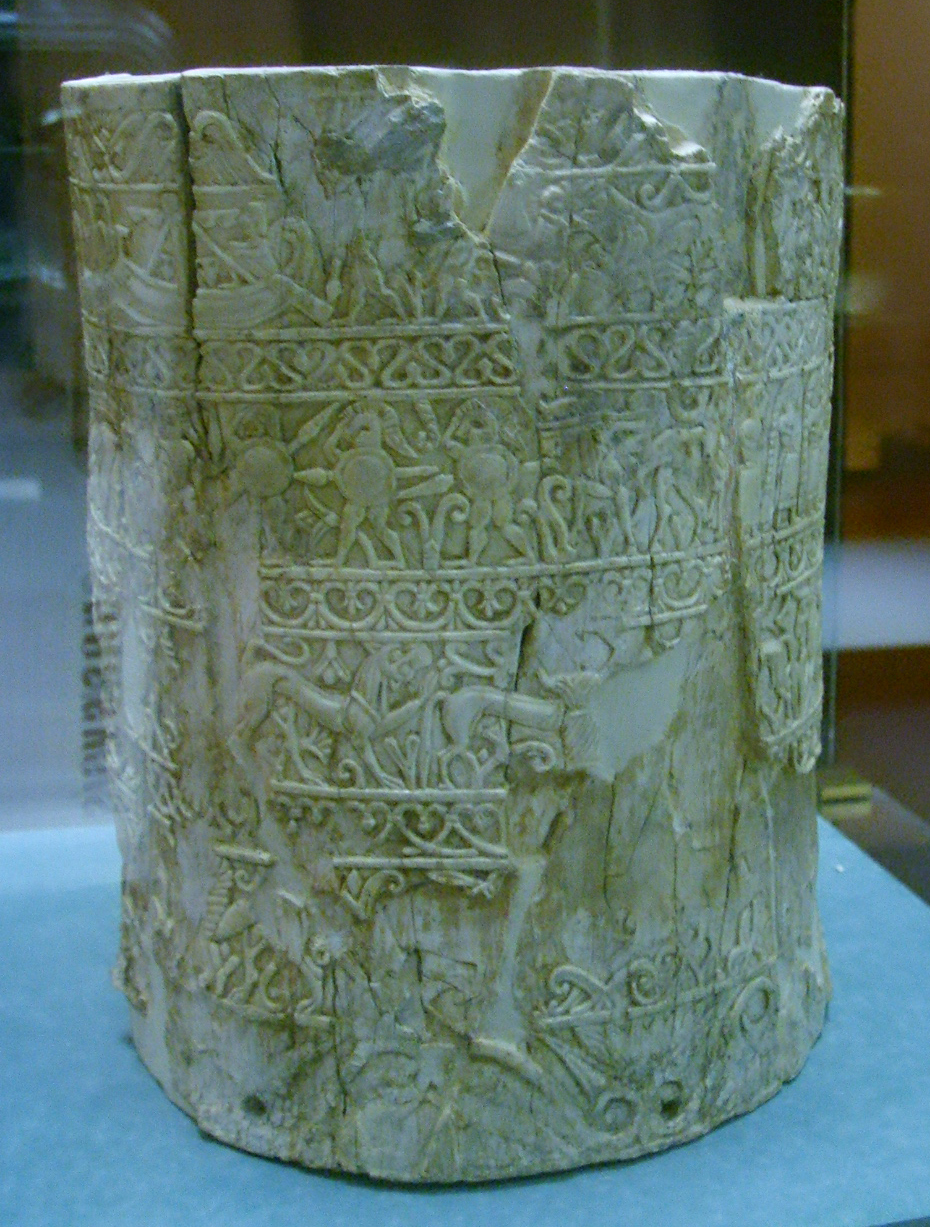
Dans son entier.

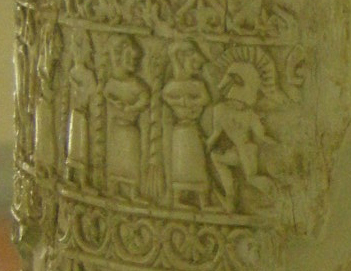
Détail.

La Situla della Pania   est un œuvre étrusque en ivoire de la fin du  VIIe siècle av. J.-C., issue de la  Tomba della Pania de Chiusi. Elle est conservée au  Musée archéologique national de Florence et exposée, reconstituée.
Cette pyxide est un des exemples du travail de l'ivoire effectué par les Étrusques, avec celle de Chiusi et une autre de Cerveteri. 
Elle est composée d'une forme cylindrique haute de  22 cm, décorée par bandes horizontales séparées par des frises à motifs végétaux sculptés (fleurs de lotus).
La scène du haut est à thème mythologique issue de l'Odyssée, la suivante une scène de départ du guerrier suivi de pleureuses, des cavaliers, une danse funèbre.
la troisième bande comprend des animaux orientaux, un centaure.